# 约翰·哈特菲尔德

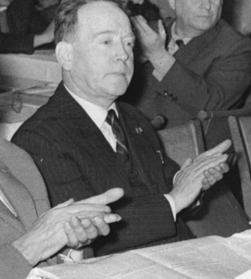
1959年的哈特菲尔德

约翰·哈特菲尔德（德語：John Heartfield，1891年6月19日—1968年4月26日），原名哈穆特·赫尔泽菲尔德（德語：Helmut Herzfeld），德国左翼视觉艺术家、摄影师，以一系列政治性鲜明的反纳粹、反法西斯主义蒙太奇照片闻名。出身社会主义家庭，曾长期为《红旗报》和《工人画报》供稿。政治上支持苏联和德国共产党，长期从事反战活动，提倡和平。